# Alfredo Rizzo (atleta)
Alfredo Rizzo (Milano, 1º luglio 1933 – 7 febbraio 2023) è stato un mezzofondista e siepista italiano.

## Biografia
Nel 1960 prese parte ai Giochi olimpici di Roma, ma non riuscì a superare le batterie di qualificazione dei 1500 metri piani. Fu sei volte campione italiano assoluto: tre nei 1500 metri piani e tre nei 3000 metri siepi. Nel 1965 vinse la gara delle siepi ai campionati italiani, facendo registrare il tempo di 8'50"2, che era inferiore al record italiano dell'epoca; tuttavia fu squalificato per aver evitato la prima barriera e il titolo nazionale andò a Massimo Begnis.

## Palmarès
| Anno | Manifestazione  | Sede | Evento           | Risultato     | Prestazione | Note |
| ---- | --------------- | ---- | ---------------- | ------------- | ----------- | ---- |
| 1960 | Giochi olimpici | Roma | 1500 metri piani | elim. qualif. | 3'47"56     |      |

## Campionati nazionali
- 3 volte campione italiano assoluto dei 3000 metri siepi (1958, 1963, 1964)
- 3 volte campione italiano assoluto dei 1500 metri piani (1959, 1960, 1961)

1958
- Oro ai campionati italiani assoluti di atletica leggera, 3000 metri siepi - 9'15"6

1959
- Oro ai campionati italiani assoluti di atletica leggera, 1500 metri piani - 3'51"0

1960
- Oro ai campionati italiani assoluti di atletica leggera, 1500 metri piani - 3'48"5

1961
- Oro ai campionati italiani assoluti di atletica leggera, 1500 metri piani - 3'51"8

1963
- Oro ai campionati italiani assoluti di atletica leggera, 3000 metri siepi - 9'07"5

1964
- Oro ai campionati italiani assoluti di atletica leggera, 3000 metri siepi - 9'04"0

1965
- Squalificato ai campionati italiani assoluti di atletica leggera, 3000 metri siepi - dq[1]